# HIM International Music
HIM International Music (chữ Hán: 華研國際音樂股份有限公司; bính âm: Huá Yán Guó Jì Yīn Lè Gǔ Fèn Yǒu Xiàn Gōng Sī; Hán-Việt: Hoa Nghiên Quốc tế Âm nhạc Cổ phần Hữu hạn Công ty) hay Công ty cổ phần hữu hạn Âm nhạc Quốc tế Hoa Nghiên là một hãng thu âm độc lập và là công ty quản lý nghệ sĩ của Đài Loan, được thành lập năm 1999. Trước đó, công ty đã từng được biết đến với tên gọi Grand Music International Inc. hay Công ty Cổ phần Hữu hạn Âm nhạc Quốc tế Vũ trụ (宇宙國際音樂股份有限公司). Đây là một công ty thu âm thành viên của Liên đoàn Công nghiệp thu âm quốc tế (IFPI).

## Các nghệ sĩ trực thuộc công ty

### Hiện tại
| Tên                                                                     | Status                      | Duration   |
| ----------------------------------------------------------------------- | --------------------------- | ---------- |
| Vưu Thu Hưng (尤秋興) - thành viên ban nhạc Động Lực Hỏa Xa (動力火車)  | Ca sĩ                       | 2000 - nay |
| Nhan Chí Linh (顏志琳) - thành viên ban nhạc Động Lực Hỏa Xa (動力火車) | Ca sĩ                       | 2000 - nay |
| Calvin Thần Diệc Nho (辰亦儒) - thành viên nhóm Phi Luân Hải            | Ca sĩ, Diễn viên, MC        | 2005 - nay |
| Aaron Viêm Á Luân (炎亞綸) - thành viên nhóm Phi Luân Hải               | Ca sĩ, Diễn viên            | 2005 - nay |
| JerryC Trương Dật Phàm (張逸帆)                                         | Ca sĩ                       | 2006 - nay |
| Lâm Hựu Gia (林宥嘉)                                                    | Ca sĩ                       | 2007 - nay |
| Từ Uyển Linh/Áp Tử (徐宛鈴/鴨子)                                        | Ca sĩ, Diễn viên            | 2007 - nay |
| Judy Chou - Châu Định Vĩ (周定緯) - thành viên nhóm Sigma               | Ca sĩ                       | 2007 - nay |
| Olivia Ong/Vương Lệ Đình (王儷婷)                                       | Ca sĩ                       | 2008 - nay |
| Nghê An Đông (倪安東)                                                   | Ca sĩ, Diễn viên            | 2009 - nay |
| Dương Tuấn Văn (楊駿文)                                                 | Ca sĩ                       | 2009 - nay |
| Quách Phẩm Siêu (郭品超)                                                | Diễn viên, Ca sĩ, Người mẫu | 2010 - nay |
| Trương Tín Triết (張信哲)                                               | Ca sĩ                       | 2010 - nay |
| Hạ Quân Tường (賀軍翔)                                                  | Diễn viên                   | 2010 - nay |
| Chung Hân Du/Sa Sa (鍾欣愉/莎莎)                                        | MC, Diễn viên               | 2010 - nay |
| Mrtting Li - Lý Kiệt Vũ (李杰宇) - thành viên nhóm Sigma                | Ca sĩ                       | 2010 - nay |
| Lâm Doanh Trăn/Đại Nguyên (林盈臻/大元) - thành viên nhóm Popu Lady     | Ca sĩ, Diễn viên            | 2010 - nay |
| Trần Khuông Di (陳匡怡)                                                 |                             | 2011 - nay |
| Hứa Mỹ Tịnh (許美靜陳匡怡)                                              |                             | 2011 - nay |
| Lưu Tử Huyến (刘子绚)                                                   | Diễn viên                   | 2011 - nay |
| Ngô Vân Đình/Bảo Nhi (吳昀廷/寶兒) - thành viên nhóm Popu Lady          |                             | 2012 - nay |
| Cung Thi Hàm/Thi Hàm (洪詩涵/洪詩)) - thành viên nhóm Popu Lady         | Ca sĩ, Diễn viên            | 2012 - nay |
| Trần Đình Huyên/Đình Huyên (陳庭萱/庭萱) - thành viên nhóm Popu Lady    | Ca sĩ                       | 2012 - nay |
| Lưu Vũ San/Vũ San (劉宇珊/宇珊) - thành viên nhóm Popu Lady             | Ca sĩ                       | 2012 - nay |
| Châu Huệ (周蕙)                                                         | Ca sĩ                       | 2013 - nay |
| James Dương Vĩnh Thông (楊永聰)                                         | Ca sĩ                       | 2013 - nay |
| Tăng Chi Kiều/Kiều Kiều (曾之喬/喬喬)                                   | Ca sĩ                       | 2014 - nay |
| Lương Thi Uyển/Yuan (梁詩苑)                                            |                             | 20** - nay |
| Kimi/Trần Uất Quân (陳郁君)                                             |                             | 20** - nay |

### Các nghệ sĩ đã rời công ty
S。H。E 女团：Selina任家萱，Hebe田馥甄，Ella陈嘉桦

| Tên | Status           | Duration    |
| --- | ---------------- | ----------- |
| Đổng Sự Trưởng Lạc Đoàn (董事長樂團): Đỗ Văn Tường (杜文祥), Ngô Vĩnh Cát (吳永吉), Lâm Đại Quân (林大鈞), Lâm Tuấn Dân (林俊民) | Ca sĩ            | 2000 - 2001 |
| Khang Tịnh Thuần (康淨淳) | Ca sĩ            | 2000 - 2002 |
| Lữ Phương (呂方) | Ca sĩ            | 2000 - 2002 |
| Trương Trí Thành (張智成) | Ca sĩ            | 2002 - 2006 |
| A Tang (阿桑) | Ca sĩ            | 2003 - 2006 |
| JS: Trần Trung Nghĩa (陳忠義), Trần Khởi Huyên (陳綺萱)                                                                          | Ca sĩ            | 2004 - 2006 |
| Garden Sister: Lâm Tịnh Như (林靜如), Ngô Lạp Luân (吳艾倫)                                                                      | Ca sĩ            | 2006        |
| Cung Thi Gia (龔詩嘉) | Ca sĩ            | 2005 - 2007 |
| An Bá Chính (安伯政) | Ca sĩ            | 2007 - 2008 |
| Dương Tông Vĩ (楊宗緯) | Ca sĩ            | 2007 - 2008 |
| Ngô Tôn (吳尊) - thành viên nhóm Fahrenheit                                                                                      | Ca sĩ, Diễn viên | 2005 - 2011 |
| Hứa Nhân Kiệt (許仁杰) |                  | 2007 - 2011 |
| Lưu Minh Tương (劉明湘) |                  | 2009 - 2011 |
| Phan Dụ Văn (潘裕文) | Ca sĩ            | 2007 - 2011 |
| Tôn Tự Hựu (孫自佑) | Ca sĩ            | 2009 - 2012 |
| Tank Lư Kiến Trung (呂建中) | Ca sĩ            | 2005 - 2012 |
| Lưu Lực Dương (劉力揚) | Ca sĩ            | 2008 - 2012 |
| Từ Khải Hy/Từ Diệc Tinh (徐凱希/徐亦晴)                                                                                          | Ca sĩ            | 2007 - 2012 |
| Tommy Lin - Lâm Duy Triết (林維哲) - thành viên nhóm Sigma                                                                       | Ca sĩ            | 2010 - 2012 |
| Uông Đông Thành (汪東城) - thành viên nhóm Phi Luân Hải                                                                          | Ca sĩ, Diễn viên | 2005 - 2012 |

- Ngô Tôn (2006 - 2011) - HIM trong một tuyên bố chính thức vào ngày 22 tháng 6 năm 2011 có nói rằng Ngô Tôn đã rời nhóm Phi Luân Hải và nhóm nhạc sẽ tiếp tục với đội hình ba thành viên còn lại.[2]